# Jean Schneitzhoeffer
Jean Madeleine Marie Schneitzhoeffer, más conocido como Jean Schneitzhoeffer (Toulouse, 13 de octubre de 1785 - París 4 de octubre de 1852) fue un compositor y pianista francés.
Fue estudiante de Charles Simon Catel en el Conservatorio de París. En 1803 ―a los 17 años― obtuvo el segundo premio de piano.
Según el artista Charles Seshan, «tocaba casi todos los instrumentos y era un pianista dotado». En 1815 obtuvo el puesto de cimbalista en la Ópera de París. En 1822 fue nombrado chef de chant (‘entrenador vocal’).
Fue nombrado profesor en las clases de coro del Conservatorio de París. En 1840 fue condecorado con la Legión de Honor.

## Obras
Compuso varias partituras de ballet para la Ópera de París:
- Mars et Vénus
- Le Sicilien
- 1818: Proserpine
- 1818: Le seducteur au village
- 1824: Zémire et Azor
- 1826: Les filets de Vulcain
- 1832: La sylphide, pour Marie Taglioni
- 1834: La tempête